# بایان‌اوندور (اوبرخانغای)
بایان‌اوندور  (انگلیسی: Bayan-Öndör, Övörkhangai) یکی از بخش‌های استان اوبرخانغای در جنوب کشور مغولستان است.